# Норд (Аруба)
Ноорд (нидерл. Noord) — второй по величине город Арубы. В 1776 году в городе была построена католическая церковь Святой Анны (также называемая церковь Ноорда), которая является памятником неоготической архитектуры Карибских островов.

## Достопримечательности
Город знаменит историческими церквями — Святой Анны, расположенной в Ноорде, и Альто-Вистой в нескольких километрах к северу от города. 
Вблизи от города находятся пляжи Палм-Бич и Игл-Бич. Туристы также посещают Калифорнийский маяк, расположенный в северо-западной части острова. Среди отелей популярен «Aruba Blue Village Hotel».

## Спорт
В городе расположен футбольный клуб «Депортиво», принимающий участие в чемпионате Арубы по футболу.

## Известные люди
- Сидни Понсон (род. 2 ноября 1976 года, Ноорд, Аруба) — питчер Главной бейсбольной лиги.